# MTV Cribs
O MTV Cribs é um programa transmitido pela MTV que consiste numa visita às casas e mansões das celebridades. O primeiro programa estreou em Setembro de 2000, e desde então o MTV Cribs tem visitado casas de músicos, actores e atletas. O programa era originalmente narrado por Ananda Lewis, e actualmente é narrado por SuChin Pak da MTV News.
Em 2005/2006 a MTV Canadá produziu uma série de MTV Cribs canadenses.
Em 2009 estreou o MTV Teen Cribs, com adolescentes ricos no lugar das celebridades.
O show foi revivido pela MTV como uma série curta com novos episódios no Snapchat Discover começando em 3 de junho de 2017 com novos episódios todos os sábados por várias semanas. O revival foi anunciado pelo ex-presidente da MTV, Sean Atkins, em abril de 2016.  A primeira temporada foi a estreia mais bem cotada para um Show do Snapchat de todos os tempos e uma segunda temporada estreia em meados de 2018.

## Episódios
1º - Moby, The Osbournes, Jewel

2º - Sebastian Bach, Sisqó, Lit

3º - Big Boi, A.J. McLean, Sugar Ray

4º - Destiny's Child, P.O.D., Joey McIntyre

5º - Snoop Dogg, Silkk the Shocker, Master P

6º - Busta Rhymes, Trick Daddy, Tommy Lee

7º - Pamela Anderson, Poison, Foo Fighters

8º - Jermaine Dupri, Dream, No Doubt

9º - Xzibit, Boy George, Penny Hardaway

10º - Howie Dorough, Brandy, Kathy Griffin

11º - Ice-T, Incubus, Redman

12º - Babyface, Missy Elliott, Papa Roach

13º - Joanie Laurer, Tony Hawk, Usher

14º - Jr. - 3LW, Dream, Destiny's Child

15º - Mariah Carey

16º - Nelly, O-Town, Russell Simmons

17º - Rob Zombie, Jamal Anderson, Sum 41

18º - Laura Prepon, James King, Jason Schwartzman

19º - Damon Stoudamire, Jerry Stackhouse, Jason Kidd

20º - Ricky Williams, Ali Landry, Cash Money

21º - The Osbournes, Donovan McNabb, Ludacris

22º - Lil' Romeo, Travis Barker, Kerr Smith

23º - Keyshawn Johnson, Jason Taylor

24º - Mark Hoppus, Jamie Kennedy, Cee-Lo

25º - Fieldy, Beverley Mitchell, Naughty By Nature

26º - Gene Simmons, Downtown Julie Brown, Alien Ant Farm

27º - Patti LaBelle, Fatboy Slim, BB Mak

28º - Leann Rimes, Dave Meyers, Sammy Hagar

29º - Jamie Lynn Sigler, Wayne Newton, Gary Payton

30º - Natalie Raitano, John Leguizamo, Dave Buckner (Papa Roach)

31º - Playboy Mansion

32º - Curtis Martin, Morgan Rose, Shaggy

33º - Trina, Ted Nugent, Ray Lewis

34º - Fat Joe, Jerry Cantrell, Rasheed Wallace

35º - Paulina Rubio, Scarface, Roy Jones Jr.

36º - Stephan Jenkins, Baby, TJ Lavin

37º - Molly Sims, Simon Cowell, Iann Robinson

38º - Robbie Williams, Carey Hart, Jerry O'Connell

39º - Simon Rex, Cuttino Mobley, New Found Glory

40º - Andy Dick, Trick Daddy, Eric Koston

41º - Missy Elliott, Puck, Dave Mirra

42º - Shaquille O'Neal

43º - Macy Gray, Brian McKnight, Sully

44º - Kelly Rowland, Terrell Owens, Josey Scott, Devon Sawa

45º - Aaron Carter, Kylie Bax, Shaun White

46º - Wilmer Valderrama, Naomi Campbell, Ray Buchanan

47º - Rachel Hunter, Shannon Elizabeth, Sam Madison

48º - Pauly Shore, Baron Davis, Travis Pastrana

49º - Russell Simmons, Marcellus Wiley

50º - Jaime Pressly, Youngbloodz, Joseph Kahn

51º - Chris Pontius, Bob Burnquist, Kendall Gill

52º - Cribs Adventure with Ludacris & Ashanti

53º - Carmelo Anthony, Ryan Pinkston, Ying Yang Twins

54º - David Banner, Maroon 5, Mat Hoffman

55º - Hanson, Peter Gruner/Torrie Wilson, Roy Williams

56º - Kimberly Stewart, Ty Law, Chad Gilbert

57º - Lil Wayne, Steve Francis, Antonio Sabato, Jr.

58º - Lil Jon, Richard Branson, Bobby Taylor

59º - Omarion, Ryan Scheckler, Chad Kroeger

60º - Marques Houston, Cash Money, Casey Mears

61º - Hulk Hogan, Alanis Morissette, Jamie McMurray

62º - Moby, Clinton Portis, Tara Dakides

63º - Craig David, Jermaine Dye, Bucky Lasek

64º - Johnny Damon, Vince Neil, Ivan Tedesco

65º - Tony Hawk, Jojo and Ryan Nyquist

66º - Bam Margera, Q from 112 and Warwick Steven

67º - LeAnn Rimes, Supercross Champ Chad Reed

68º - Carmello Anthony, Frankie J, Ricky Carmichael

69º - Bow Wow, Rick Thorne, Al Harris

70º - Whips, Rides, & Dubs Edition III

71º - Rob Schneider, Tyrese Gibson, Jenners

72º - AJ McLean, Nick Van Exel, Dee Snider

73º - Bloodhound Gang, Livan Hernandez, Micha

74º - Jagged Edge, Beverley Mitchell, Zach Randolph

75º - Pras, Kathy Griffin, Andruw Jones

76º - Vanessa Carlton, Will Demps, David Draiman

77º - Paulina Rubio, Three 6 Mafia, Landon Donovan

78º - Tom Delonge, Rey Mysterio, Tony Alen

## Curiosidades
- O programa do MTV Cribs mais visto foi uma edição especial de uma hora na Penthouse de Nova Iorque de Mariah Carey.
- No Brasil, o programa foi exibido em 2010 e tira umas férias no início de 2011, mas em Março ou Abril depois do fim da programação Verão MTV o programa volta com episódios inéditos.

## Livros
- Nathan, M. M. (2002) – MTV’s Cribs: A Guided Tour Inside the Homes of Your Favorite Stars. Nova Iorque: Livros MTV/Livros de Bolso. ISBN 0743451740.